# Le Hourdel
Le Hourdel is een gehucht van de Franse gemeente Cayeux-sur-Mer in het departement Somme.

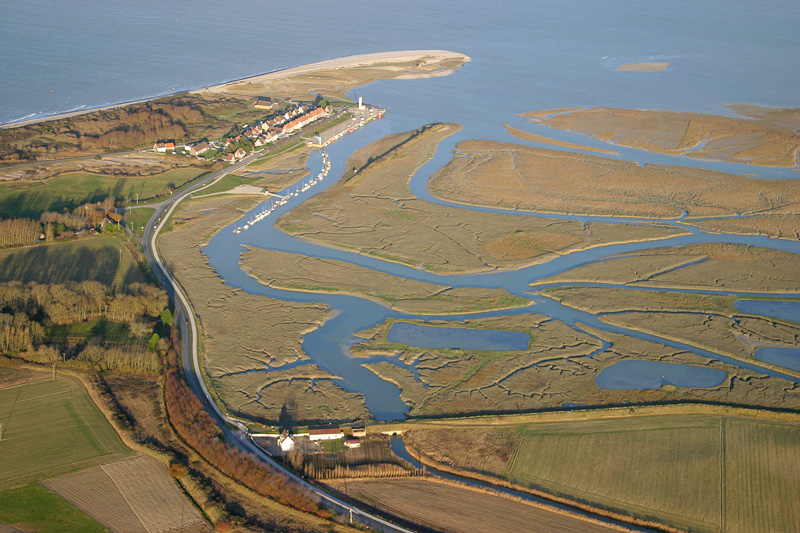
Le Hourdel en de Baai van de Somme vanuit de lucht

Het betreft een kaap, feitelijk een poulier, in de Baai van de Somme, de Pointe du Hourdel, van waar de kust zich in zuidwestelijke richting buigt. Op de kaap bevindt zich de vuurtoren van Le Hourdel.
Het gehucht heeft een vissershaventje en een jachthaven. Veel vissersboten komen er niet vanwege de verzanding van dit deel van de baai.
De kaap is bekend omdat de zeehonden er goed geobserveerd kunnen worden. Hier komt de belangrijkste kolonie in Frankrijk van de Gewone zeehond voor. Er is een kiezelstrand dat bijna een eeuw lang steeds verder in noordelijke richting aangroeide en mede verantwoordelijk was voor de verzanding van het haventje. Er zijn een viertal installaties werkzaam die de kiezels winnen en vergruizen, teneinde ze te gebruiken voor de fabricage van keramische producten, sierbeton, schuurmiddelen en cosmetica.

## Geschiedenis
Oude vermeldingen gaan terug tot 1386 als Le Hourdel-lès-Saint-Wallery.. Op de 18de-eeuwse Cassinikaart is de plaats aangeduid als le Hourdel. Dat oude gehucht lag niet aan het water, maar meer zuidelijk en landinwaarts.

## Bezienswaardigheden
- De Chapelle Sainte-Marie
- De vuurtoren van Le Hourdel

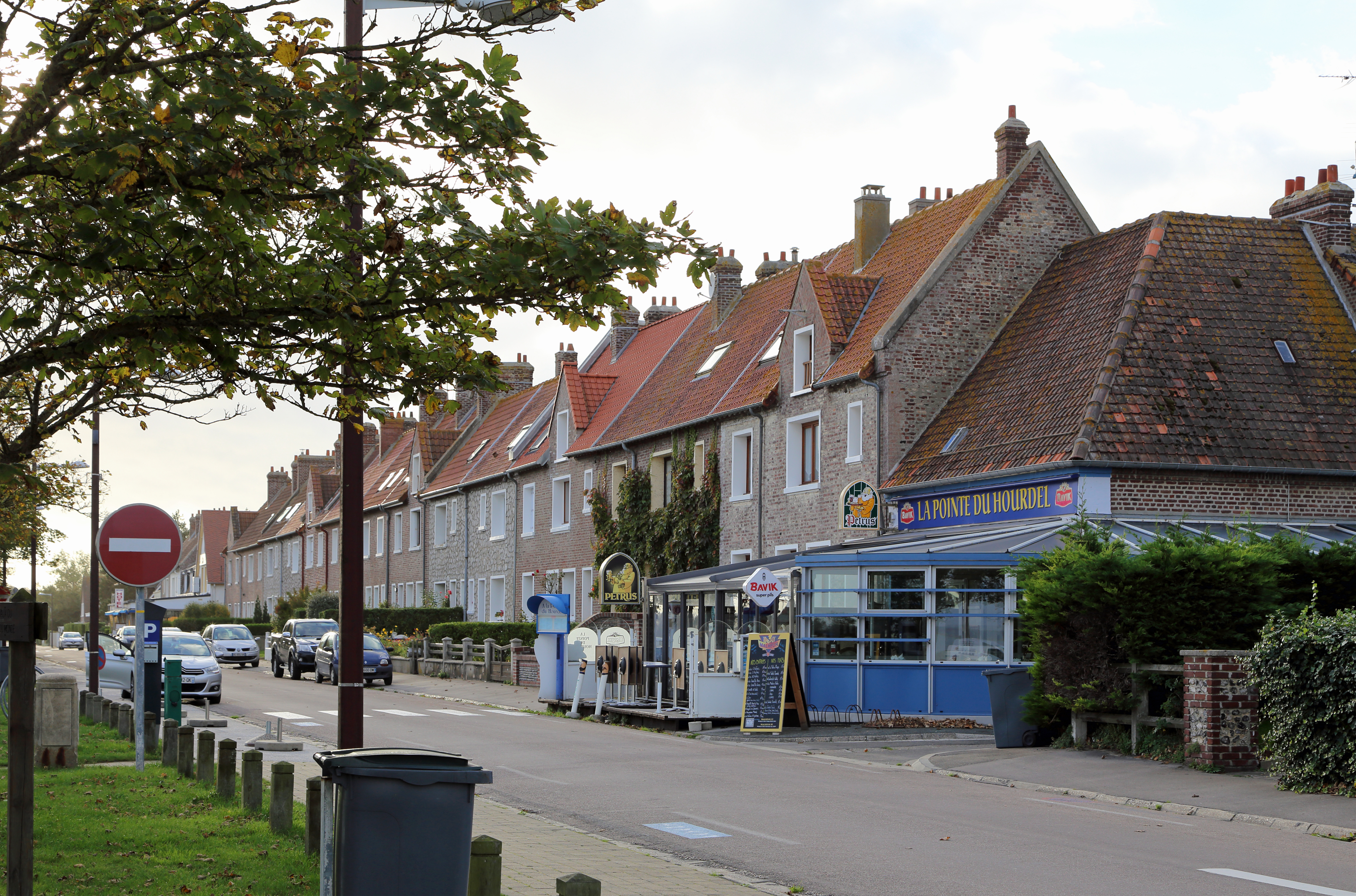
Le Hourdel
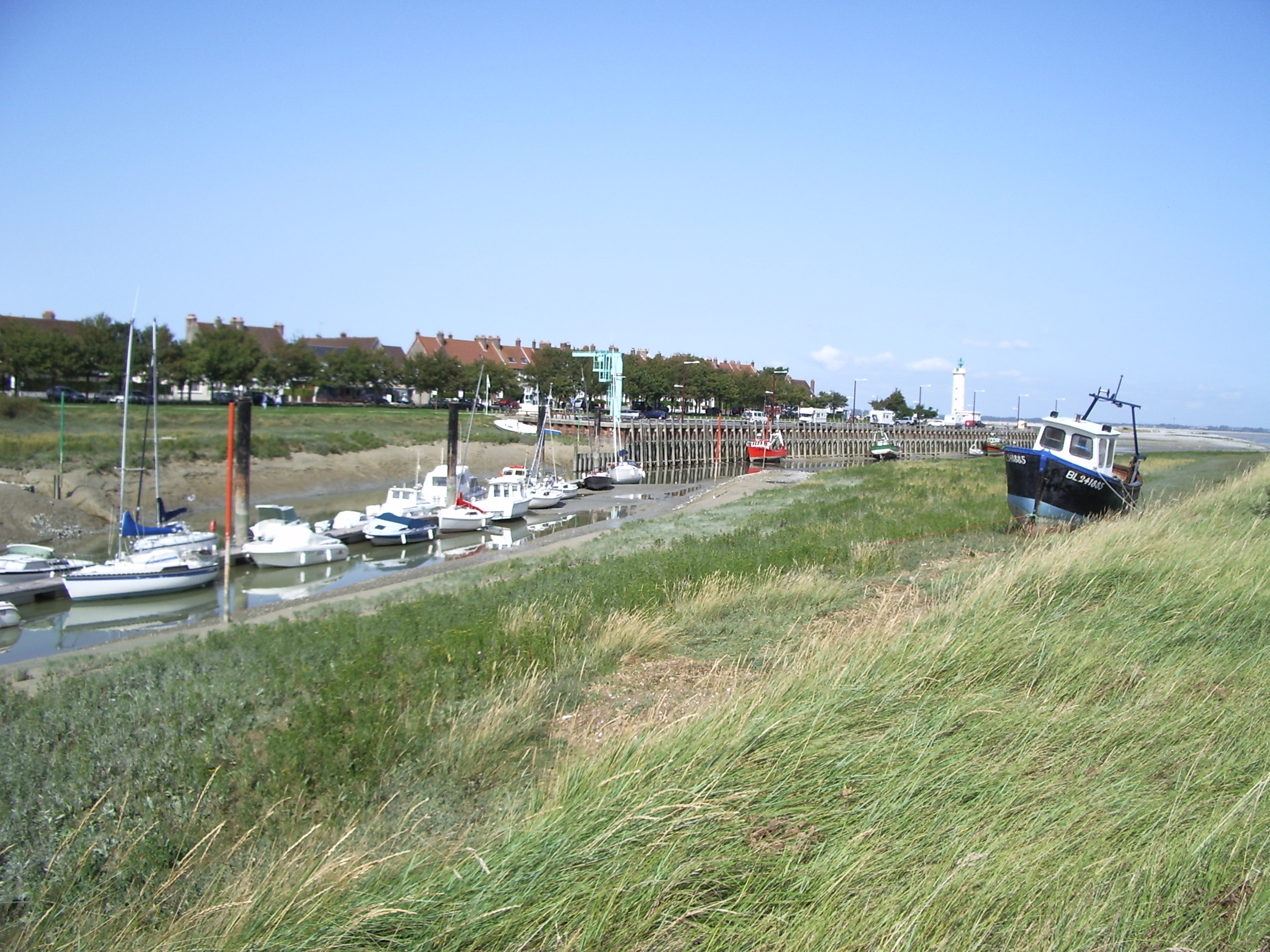
Haventje van Le Hourdel
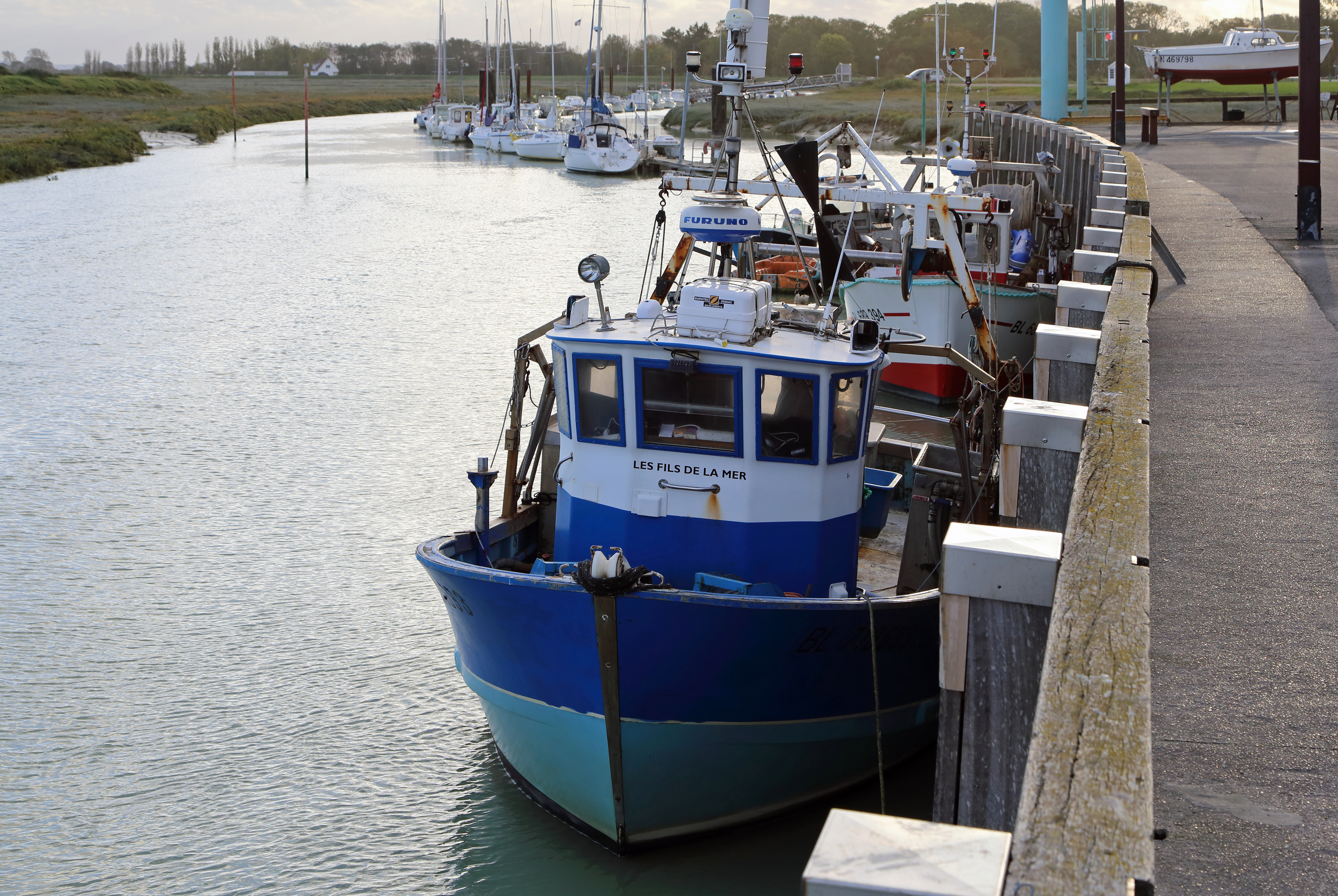
Vissersboten in het haventje van Le Hourdel
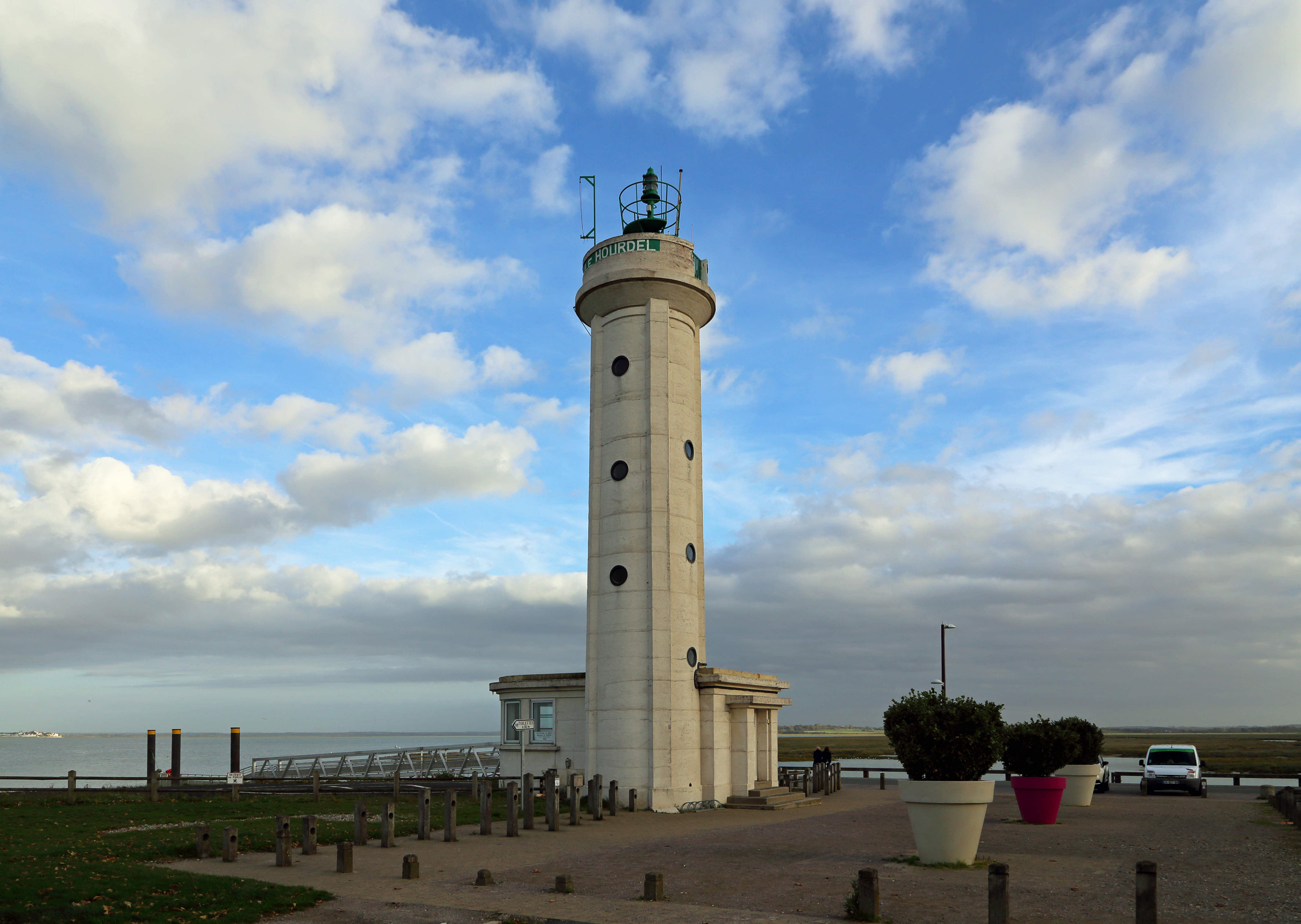
Vuurtoren van Le Hourdel

## Nabijgelegen kernen
Cayeux-sur-Mer, Lanchères, Saint-Valery-sur-Somme
Brighton les Pins · Cayeux-sur-Mer · le Hourdel · Hurt · la Mollière d'Aval